# CMC Électronique
 (septembre 2021).
CMC Électronique est une entreprise canadienne qui conçoit et fabrique des solutions d’intégration de systèmes de postes de pilotage, d’avionique et d’afficheurs  destinés aux marchés de l’aviation civile et militaire. Son siège est basé à Montréal, Canada.

## Histoire
La compagnie est fondée en 1903 par Guglielmo Marconi sous le nom de Marconi's Wireless Telegraph Company of Canada.
Son usine sur la rue William à Montréal dans le faubourg des Récollets diffuse la première programmation radiophonique régulière au Canada, à partir de mai 1920.
En 1925, la compagnie est renommée Canadian Marconi Company (CMC). En 1948, English Electric rachète la compagnie mère Marconi Company, puis acquiert 50,6 % des parts de Canadian Marconi Company en 1953.
En 1968, English Electric est racheté par General Electric Company (GEC).
Le 30 novembre 1999, British Aerospace complète son achat de Marconi Electronic Systems (en) et crée BAE Systems. En décembre 1999, BAE Systems achète 51,6 % des parts de CMC. En février 2000, le nom de la compagnie change pour BAE Systems Canada.
En avril 2001, le groupe d'investisseur ONCAP (comprenant notamment Onex Corporation) complète son achat de BAE Systems Canada en récupérant 54 % des parts détenues par l'ancienne compagnie ainsi que les 46 % de parts publique. La compagnie est renommée CMC Electronics. Le groupe prévoit de revendre la compagnie quelques années plus tard.
En 2007, CMC Electronics est vendue à Esterline.